# Lijst van voetbalinterlands Estland - Roemenië
Deze lijst van voetbalinterlands is een overzicht van alle officiële voetbalwedstrijden tussen de nationale teams van Estland en Roemenië. De landen speelden tot op heden vier keer tegen elkaar. De eerste ontmoeting, een vriendschappelijke wedstrijd, werd gespeeld in Tallinn op 14 juli 1937. Het laatste duel, een kwalificatiewedstrijd voor het Wereldkampioenschap voetbal 2014, vond plaats op 15 oktober 2013 in Boekarest.

## Wedstrijden
| № | Plaats    | Datum            | Competitie           | Wedstrijd          | Uitslag |
| - | --------- | ---------------- | -------------------- | ------------------ | ------- |
| 1 | Tallinn   | 14 juli 1937     | Vriendschappelijk    | Estland – Roemenië | 2 – 1   |
| 2 | Boekarest | 3 maart 1999     | Vriendschappelijk    | Roemenië – Estland | 2 – 0   |
| 3 | Tallinn   | 7 september 2012 | WK 2014 kwalificatie | Estland – Roemenië | 0 – 2   |
| 4 | Boekarest | 15 oktober 2013  | WK 2014 kwalificatie | Roemenië − Estland | 2 − 0   |

## Samenvatting
| Competitie        | Totaal gespeeld | Winst Estland | Gelijk | Winst Roemenië | Doelsaldo Estland – Roemenië |
| ----------------- | --------------- | ------------- | ------ | -------------- | ---------------------------- |
| WK-kwalificatie   | 2               | 0             | 0      | 2              | 0 − 4                        |
| Vriendschappelijk | 2               | 1             | 0      | 1              | 2 − 3                        |
| Totaal            | 4               | 1             | 0      | 3              | 2 − 7                        |

Wedstrijden bepaald door strafschoppen worden, in lijn met de FIFA, als een gelijkspel gerekend.

## Details

### Eerste ontmoeting
| Vriendschappelijk (Tallinn, Estland, 14 juli 1937): |              | |
| Estland | 2 – 1        | Roemenië |
| Julius Kaljo 15' Georg Siimenson 80' | goals        | 69' Ştefan Dobay |
| Bernhard Rein | bondscoach   | Constantin Rădulescu |
| Evald Tipner Elmar Tepp Valter Neeris Ralf Veidemann Egon Parbo 36' Karl-Rudolf Silberg-Sillak Georg Siimenson Julius Kaljo Richard Kuremaa Juho Matsalu 36' Heinrich Uukkivi | opstellingen | Dumitru Pavlovici Rudolf Bürger Arcadie Buibaş Gheorghe Brandabura Augustin Juhasz Ladislau Raffinsky Silviu Ploeşteanu Nicolae Kovacs Iuliu Barátky Iuliu Bodola Ştefan Dobay |
| Aleksander Valkenpert 36' Leonhard Kass 36' | wissels      | |
| - Debuut van Elmar Tepp (Puhkekodu VVS) voor Estland. |              | |

### Tweede ontmoeting
| Vriendschappelijk (Boekarest, Roemenië, 3 maart 1999): |              | |
| Roemenië | 2 – 0        | Estland |
| Ionel Ganea 15' Ionel Ganea 79' | goals        | |
| Victor Pițurcă | bondscoach   | Teitur Þórðarson |
| Bogdan Lobonț 88' Cosmin Contra Liviu Ciobotariu 89' Gheorghe Popescu 84' Dumitru Mitriţă 87' Dennis Şerban 73' Ioan Lupescu Dorinel Munteanu Laurenţiu Roşu 60' Ioan Ganea Ionel Dănciulescu 52'                                                 | opstellingen | Toomas Tohver Marek Lemsalu Urmas Kirs Sergej Hohlov-Simson Erko Saviauk Maksim Smirnov 76' Sergej Terehhov 66' Mark Švets Martin Reim Kristen Viikmäe Indrek Zelinski |
| Adrian Mihalcea 52' Ion Luţu 60' Eugen Trică 73' Cătălin Hîldan 84' Daniel Florea 87' Tiberiu Lung 88' Florin Bătrânu 89' | wissels      | 66' Marko Kristal 76' Viktor Alonen |
| - Debuut van Ionel Ganea (Rapid Boekarest), Ionel Dănciulescu, Eugen Trică, Ion Luţu (Steaua Boekarest), Cătălin Hîldan, Daniel Florea (Dinamo Boekarest), Dumitru Mitriţă (sc Heerenveen) en Tiberiu Lung (Universitatea Craiova) voor Roemenië. |              | |

### Derde ontmoeting
| WK-kwalificatie (Tallinn, Estland, 7 september 2012): |       |                                      |
| Estland                                               | 0 – 2 | Roemenië                             |
|                                                       | goals | 55' Gabriel Torje 75' Ciprian Marica |

### Vierde ontmoeting
| WK-kwalificatie (Boekarest, Roemenië, 15 oktober 2013): |       |         |
| Roemenië                                                | 2 – 0 | Estland |
| Ciprian Marica 30' (pen.) Ciprian Marica 81'            | goals |         |

EJL · A-internationals · Bondscoaches · Statistieken · Estisch vrouwenelftal · Olympisch elftal · Estland U21 · Estland U20 · Estland U19 · Estland U18 · Estland U17 · Estland U16
1920 – 1929 ·
1930 – 1939 ·
1940 – 1949 ·
1950 – 1990 · 
1990 – 1999 ·
2000 – 2009 ·
2010 – 2019 ·
2020 − 2029
OS 1924
1920 ·
1921 ·
1922 ·
1923 ·
1924 ·
1925 ·
1926 ·
1927 ·
1928 ·
1929 · 
1930 · 
1931 · 
1932 · 
1933 · 
1934 · 
1935 · 
1936 · 
1937 · 
1938 · 
1939 · 
1940 · 
1941 · 
1942 · 
1943 · 1944 · 
1945 · 
1946 · 
1947 · 
1948 · 
1949 · 
1950 – 1990 · 
1991 · 
1992 · 
1993 · 
1994 · 
1995 · 
1996 · 
1997 · 
1998 · 
1999 · 
2000 · 
2001 · 
2002 · 
2003 · 
2004 · 
2005 · 
2006 · 
2007 · 
2008 · 
2009 · 
2010 · 
2011 · 
2012 · 
2013 · 
2014 · 
2015 · 
2016 ·
2017 ·
2018 ·
2019 ·
2020
Albanië ·
Andorra ·
Angola ·
Antigua en Barbuda ·
Argentinië ·
Armenië ·
Azerbeidzjan ·
België ·
Bosnië-Herzegovina ·
Brazilië ·
Bulgarije ·
Canada ·
Chili ·
China ·
Cyprus ·
Denemarken ·
Duitsland ·
Ecuador ·
Egypte ·
El Salvador ·
Engeland ·
Equatoriaal-Guinea ·
Faeröer ·
Fiji ·
Filipijnen ·
Finland ·
Frankrijk ·
Georgië · 
Gibraltar ·
Griekenland ·
Hongarije ·
Hongkong ·
Ierland ·
IJsland ·
Indonesië ·
Irak ·
Israël ·
Italië ·
Jordanië ·
Kazachstan ·
Kirgizië ·
Kroatië ·
Letland ·
Libanon ·
Liechtenstein ·
Litouwen ·
Luxemburg ·
Malta ·
Marokko ·
Mexico ·
Moldavië ·
Montenegro ·
Nederland ·
Nieuw-Caledonië ·
Nieuw-Zeeland ·
Noord-Ierland ·
Noord-Macedonië ·
Noorwegen ·
Oekraïne ·
Oezbekistan ·
Oman ·
Oostenrijk ·
Polen ·
Portugal ·
Qatar ·
Roemenië ·
Rusland ·
Saint Kitts en Nevis ·
San Marino ·
Saoedi-Arabië ·
Schotland ·
Servië ·
Slovenië ·
Slowakije · 
Spanje ·
Tadzjikistan ·
Thailand ·
Trinidad en Tobago ·
Tsjechië ·
Turkije ·
Turkmenistan ·
Uruguay ·
Vanuatu ·
Venezuela ·
Verenigde Arabische Emiraten ·
Verenigde Staten ·
Vietnam ·
Wales ·
Wit-Rusland ·
Zweden ·
Zwitserland
FRF · A-internationals · Selecties · Bondscoaches · Statistieken · Roemeens vrouwenelftal · Olympisch elftal · Roemenië U21 · Roemenië U20 · Roemenië U19 · Roemenië U18 · Roemenië U17 · Roemenië U16
1922 – 1929 · 
1930 – 1939 · 
1940 – 1949 · 
1950 – 1959 · 
1960 – 1969 · 
1970 – 1979 · 
1980 – 1989 · 
1990 – 1999 · 
2000 – 2009 · 
2010 – 2019 · 
2020 – 2029
EK's: 1984 · 
1996 · 
2000 · 
2008 · 
2016 · 
2024
WK's: 1930 · 
1934 · 
1938 · 
1970 · 
1990 · 
1994 · 
1998
OS: 1924 · 
1952 · 
1964 · 
2020
1922 · 
1923 · 
1924 · 
1925 · 
1926 · 
1927 · 
1928 · 
1929 · 
1930 · 
1931 · 
1932 · 
1933 · 
1934 · 
1935 · 
1936 · 
1937 · 
1938 · 
1939 · 
1940 · 
1941 · 
1942 · 
1943 · 
1944 · 
1945 · 
1946 · 
1947 · 
1948 · 
1949 · 
1950 · 
1952 · 
1952 · 
1953 · 
1954 · 
1955 · 
1956 · 
1957 · 
1958 · 
1959 · 
1960 · 
1961 · 
1962 · 
1963 · 
1964 · 
1965 · 
1966 · 
1967 · 
1968 · 
1969 · 
1970 · 
1971 · 
1972 · 
1973 · 
1974 · 
1975 · 
1976 · 
1977 · 
1978 · 
1979 · 
1980 · 
1981 · 
1982 · 
1983 · 
1984 · 
1985 · 
1986 · 
1987 · 
1988 · 
1989 · 
1990 · 
1991 · 
1992 · 
1993 · 
1994 · 
1995 · 
1996 · 
1997 · 
1998 · 
1999 · 
2000 · 
2001 · 
2002 · 
2003 · 
2004 · 
2005 · 
2006 · 
2007 · 
2008 · 
2009 · 
2010 · 
2011 · 
2012 · 
2013 · 
2014 · 
2015 ·
2016 ·
2017 ·
2018 ·
2019 ·
2020 ·
2021 ·
2022 ·
2023
Albanië ·
Algerije ·
Andorra ·
Argentinië ·
Armenië ·
Australië ·
Azerbeidzjan ·
België ·
Bolivia ·
Bosnië en Herzegovina ·
Brazilië ·
Bulgarije ·
Chili ·
China ·
Colombia ·
Congo-Kinshasa ·
Cuba ·
Cyprus ·
DDR ·
Denemarken ·
Duitsland ·
Ecuador ·
Egypte ·
Engeland ·
Estland ·
Faeröer ·
Finland ·
Frankrijk ·
Georgië ·
Griekenland ·
Honduras ·
Hongarije ·
Ierland ·
IJsland ·
Irak ·
Iran ·
Israël ·
Italië ·
Ivoorkust ·
Japan ·
Joegoslavië ·
Kameroen ·
Kazachstan · 
Kosovo · 
Kroatië ·
Letland ·
Liechtenstein ·
Litouwen ·
Luxemburg ·
Malta ·
Marokko ·
Mexico ·
Moldavië ·
Montenegro ·
Nederland ·
Nigeria ·
Noord-Ierland ·
Noord-Macedonië ·
Noorwegen ·
Oekraïne ·
Oostenrijk ·
Paraguay ·
Peru ·
Polen ·
Portugal ·
Rusland ·
San Marino ·
Schotland ·
Servië ·
Slovenië ·
Slowakije ·
Sovjet-Unie ·
Spanje ·
Trinidad en Tobago ·
Tsjechië ·
Tsjecho-Slowakije ·
Tunesië ·
Turkije ·
Turkmenistan ·
Uruguay ·
Verenigde Arabische Emiraten ·
Verenigde Staten ·
Wales ·
Wit-Rusland ·
Zuid-Korea ·
Zweden ·
Zwitserland
Albanië (2016) · 
Frankrijk (2008) · 
Frankrijk (2016) · 
Italië (2008) · 
Nederland (2008) · 
Zwitserland (2016)